# Павловка (Задонский район)
Па́вловка — деревня Хмелинецкого сельсовета Задонского района Липецкой области. Имеет 3 улицы: Запрудная, Молодежная и Павлова.

## Население
| 2010 |
| ---- |
| 318  |